# Bernardino Piñera
Bernardino Piñera Carvallo (París, 22 de septiembre de 1915-Santiago, 21 de junio de 2020) fue un médico y sacerdote católico chileno, obispo de Temuco entre 1960 y 1977, arzobispo de La Serena entre 1983 y 1990, y presidente de la Conferencia Episcopal de Chile (CECH) entre 1984 y 1987. Fue arzobispo emérito de La Serena.
El 20 de agosto de 2019, el Vaticano anunció una investigación en su contra por presuntos abusos sexuales cometidos a un menor de edad hace más de cincuenta años. Piñera ya había sido cuestionado en agosto de 2018 por víctimas de Francisco José Cox como encubridor de dichos abusos.

## Familia y estudios
Sus padres fueron José Manuel Piñera Figueroa y Elena Carvallo Castillo. Tuvo tres hermanos: Manuel José, Paulette (casada con Herman Chadwick Valdés) y Marie Louise Piñera Carvallo. A través de Manuel José, fue tío de Sebastián Piñera, Presidente de Chile entre 2010 y 2014 y entre 2018 y 2022; de los economistas José Piñera y Pablo Piñera; y del cantante Miguel Piñera. A través de Paulette, fue tío del abogado y empresario Herman Chadwick Piñera, y del político Andrés Chadwick Piñera.
Estudió medicina en la Pontificia Universidad Católica de Chile, donde obtuvo el título de médico en 1941. Realizó sus estudios de especialización en la ciudad estadounidense de Cleveland, Ohio.

## Vida religiosa

### Inicios en el sacerdocio
En 1947 se licenció en teología en la Pontificia Universidad Católica de Chile, fue ordenado sacerdote el 5 de abril de 1947 por el arzobispo de Santiago, cardenal José María Caro.
Como sacerdote fue asesor general de la Acción Católica y asesor nacional de la Asociación nacional de la Juventud Católica Femenina. Se desempeñó también como vicerrector de la Universidad Católica de Chile entre 1950 y 1953, y camarero secreto de S.S., en 1957.

### Obispo
El 11 de febrero de 1958 el papa Pío XII lo eligió obispo titular de Prusiade y auxiliar de Manuel Larraín Errázuriz, obispo de la Diócesis de Talca. Fue consagrado obispo por Larraín el 27 de abril de 1958. Actuaron como co-consagrantes Pío Alberto Fariña y Emilio Tagle Covarrubias. Eligió como lema episcopal Servus Tuus Sum Ego.
El 10 de diciembre de 1960 el papa Juan XXIII lo nombró obispo de Temuco. Tomó posesión de la diócesis el 7 de enero de 1961.
Entre 1962 y 1965 participó de las cuatro sesiones del Concilio Vaticano II, y en 1967 en el Sínodo de Obispos en Roma.
En septiembre de 1973, Bernardino Piñera entregó protección al sacerdote Wilfredo Alarcón, quién sobrevivió a un intento de fusilamiento por parte de agentes de la dictadura de Augusto Pinochet. Piñera logró sacar del país al sacerdote e instalarlo en Argentina, gestionando una residencia por cinco años en la parroquia de Neuquén.

### Arzobispo y cargos en la Conferencia Episcopal de Chile
El 28 de diciembre de 1977 el papa Pablo VI aceptó su renuncia a la Diócesis de Temuco, la cual presentó para desempeñar plenamente su cargo de Secretario General de la Conferencia Episcopal de Chile. Lo reemplazó en el cargo Sergio Contreras. Participó en la III Conferencia del Episcopado Latinoamericano, en 1979 y volvió a participar en el Sínodo de Obispos en Roma, en 1980.
El 2 de julio de 1983 el papa Juan Pablo II lo designó arzobispo de La Serena. Tomó posesión de la arquidiócesis el 7 de agosto de 1983. Reemplazó a Juan Francisco Fresno quien fue nombrado arzobispo de Santiago. En 1984 fue nombrado Administrador Apostólico ad nutum Sanctae Sedis de la Prelatura de Illapel.
Entre 1984 y 1987 fue presidente de la Conferencia Episcopal de Chile, puesto desde el cual organizó la visita apostólica del papa Juan Pablo II a Chile, en 1987.

### Retiro y últimos años

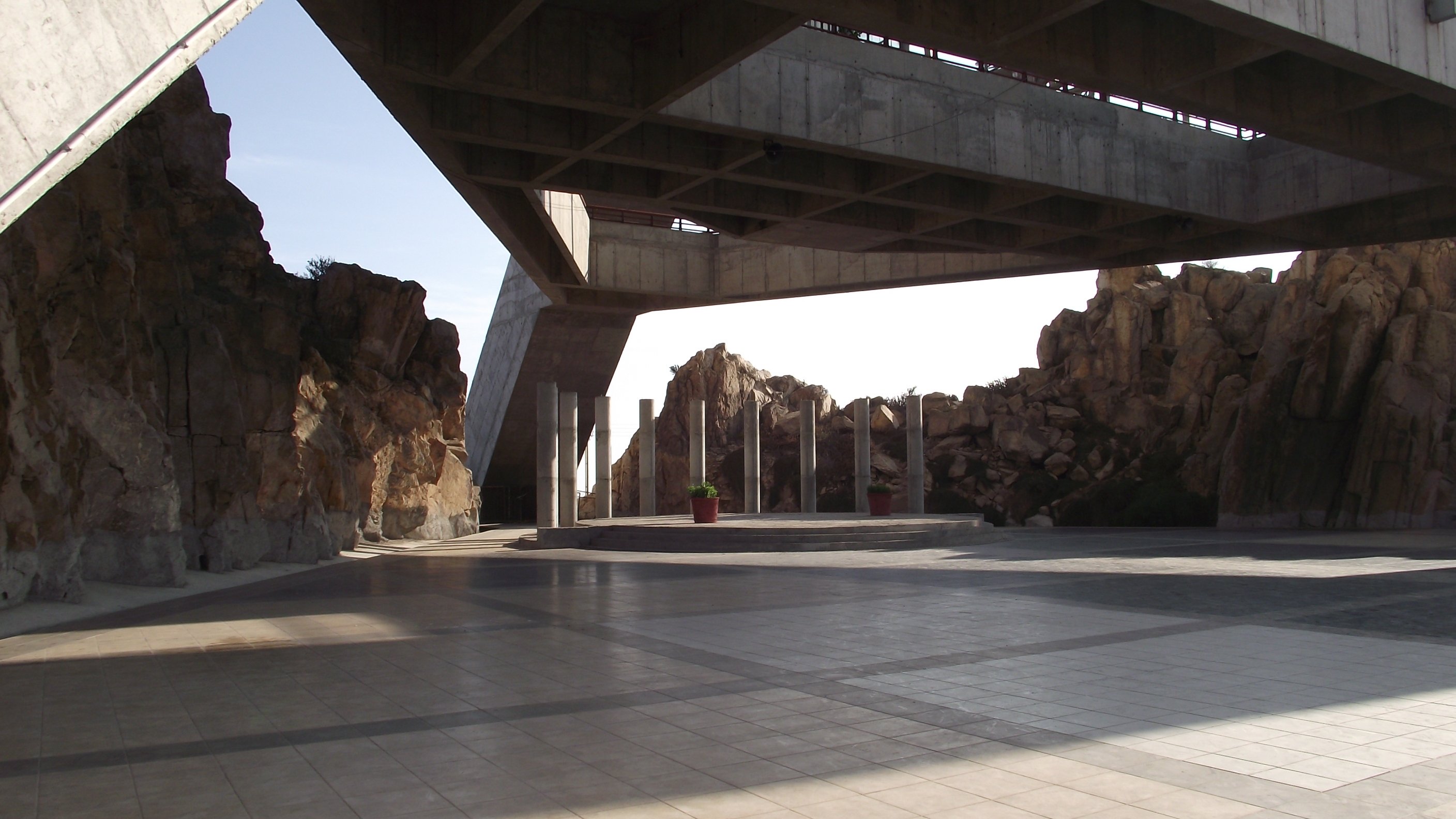
Plaza Arzobispo Bernardino Piñera Carvallo, en la Cruz del Tercer Milenio en Coquimbo.

Al cumplir 75 años renunció al gobierno de la Arquidiócesis de La Serena, renuncia que se hizo efectiva el 30 de septiembre de 1990. Lo reemplazó en el cargo Francisco José Cox Huneeus quien era su obispo coadjutor, a quien el papa Francisco expulsó en 2018 del sacerdocio por abusos sexuales cometidos en contra de menores de edad.
En 2001 una explanada ubicada en el segundo nivel de la Cruz del Tercer Milenio, en Coquimbo, fue nombrada Plaza Arzobispo Bernardino Piñera Carvallo.
Durante sus últimos años de vida, Piñera residió en la Casa de Acogida de las Hermanitas de los Pobres, en Santiago. Después de la muerte de Peter Leo Gerety, el 20 de septiembre de 2016, se convirtió en el obispo más longevo del mundo. Por ello, recibió un reconocimiento especial del papa Francisco en su visita a Chile, en enero de 2018.

## Fallecimiento
El 30 de mayo de 2020 con 104 años de edad fue hospitalizado en la Clínica Universidad Católica de San Carlos de Apoquindo, después de detectarse un brote de coronavirus en el hogar de ancianos donde residía. Falleció el 21 de junio de ese año, a causa de una neumonía causada por el COVID-19.
Sus restos fueron enterrados en el Parque del Recuerdo, en Santiago. Entre los asistentes estuvieron el presidente Sebastián Piñera, el exministro Andrés Chadwick y su hermano Herman Chadwick, todos sobrinos de Bernardino. La ceremonia del funeral fue muy criticada, debido a que una de las asistentes abrió el ataúd para que el mandatario Sebastián Piñera se acercara al féretro, incumpliendo así con los protocolos establecidos por la pandemia de COVID-19. Al organizador del funeral, Herman Chadwick, se le criticó además que no se cumplió tampoco con el límite de personas que podía estar físicamente durante el funeral, a lo que respondió, respecto al sacerdote, los músicos y fotógrafos, «esos no se cuentan». A raíz de estas críticas, el ministro de Salud Enrique Paris aseguró que de poseer un ataúd hermético toda familia tendría acceso a las mismas condiciones.

## Acusaciones
El 3 de octubre de 2018, Abel Flores, el denunciante del exarzobispo de La Serena, Francisco José Cox Huneeus, acusado por abusos sexuales, declaró que Bernardino Piñera había encubierto y protegido a Cox durante años.
El 20 de agosto de 2019, el Vaticano anunció la investigación de una denuncia directa en su contra, por un presunto caso de abuso sexual en contra de un menor de edad, cometido hace más de cincuenta años.

## Obras
- Piñera, Bernardino. Estar con Él. San Pablo. ISBN 9789563511017.